# Memorial Marco Pantani 2021
Il Memorial Marco Pantani 2021, diciottesima edizione della corsa, valevole come evento dell'UCI Europe Tour 2021 e come dodicesima della Ciclismo Cup 2021 categoria 1.1, si svolse il 18 settembre 2021 su un percorso di 196 km, con partenza da Castrocaro Terme e Terra del Sole e arrivo a Cesenatico, in Italia. La vittoria fu appannaggio all'italiano Sonny Colbrelli, il quale completò il percorso con il tempo di 4h50'29", alla media di 40,484 km/h, precedendo il connazionale Vincenzo Albanese e lo spagnolo Alex Aranburu.
Sul traguardo di Cesenatico 43 ciclisti, su 157 partenti da Castrocaro Terme e Terra del Sole, portarono a termine la competizione.

## Squadre e corridori partecipanti
| N.      | Cod. | Squadra                     |
| ------- | ---- | --------------------------- |
| 1-7     | AST  | Astana-Premier Tech         |
| 11-17   | TBV  | Bahrain Victorious          |
| 21-27   | IGD  | Ineos Grenadiers            |
| 31-37   | MOV  | Movistar Team               |
| 41-47   | UAE  | UAE Team Emirates           |
| 51-57   | ANS  | Androni Giocattoli-Sidermec |
| 61-67   | BFC  | Bardiani-CSF-Faizanè        |
| 71-77   | BBH  | Burgos-BH                   |
| 81-87   | EOK  | Eolo-Kometa Cycling Team    |
| 91-97   | EUS  | Euskaltel-Euskadi           |
| 101-107 | TEN  | TotalEnergies               |
| 111-117 | THR  | Vini Zabù                   |

| N.      | Cod. | Squadra                            |
| ------- | ---- | ---------------------------------- |
| 121-127 | ITA  | Italia                             |
| 131-137 | AMO  | Amore & Vita                       |
| 141-147 | BTC  | Beltrami TSA Tre Colli             |
| 151-157 | AZT  | D'Amico UM Tools                   |
| 161-167 | GEF  | General Store-F.lli Curia-Essegibi |
| 171-177 | GTS  | Giotti Victoria-Savini Due         |
| 181-187 | MGK  | MG.K Vis VPM                       |
| 191-197 | CPK  | Team Colpack Ballan                |
| 201-207 | TIR  | Tirol KTM Cycling Team             |
| 211-217 | IWD  | Work Service-Marchiol-Dynatek      |
| 221-227 | WSA  | WSA KTM Graz                       |
| 231-237 | ZEF  | Zalf Euromobil Fior                |

## Ordine d'arrivo (Top 10)
| Pos. | Corridore          | Squadra       | Tempo    |
| ---- | ------------------ | ------------- | -------- |
| 1    | Sonny Colbrelli    | Bahrain       | 4h50'29" |
| 2    | Vincenzo Albanese  | Eolo          | s.t.     |
| 3    | Alex Aranburu      | Astana        | s.t.     |
| 4    | Matteo Trentin     | UAE           | s.t.     |
| 5    | Gotzon Martín      | Euskaltel     | s.t.     |
| 6    | Kristian Sbaragli  | Italia        | s.t.     |
| 7    | Davide Villella    | Movistar      | s.t.     |
| 8    | Mathieu Burgaudeau | TotalEnergies | s.t.     |
| 9    | Tao Geoghegan Hart | Ineos         | s.t.     |
| 10   | Mattia Bais        | Androni       | s.t.     |